# クラウス・グラーン
クラウス・グラーン（Klaus Glahn、1942年3月23日- ）はドイツハノーファー出身の柔道家。1964年東京オリンピック、1972年ミュンヘンオリンピックに出場し共にメダルを獲得している。
1964年の東京オリンピックでは無差別級に出場、準決勝で神永昭夫の体落で一本を取られて銅メダル、1972年のミュンヘンオリンピックでは93kg超級で決勝でウィレム・ルスカに敗れて銀メダルを獲得した。世界柔道選手権大会にも4度出場したが松永満雄、須磨周司ら日本人選手やルスカらに敗れて金メダル獲得には至らなかった。
引退後1985年から1988年までドイツ柔道連盟の会長を務めた。